# José Ángel Fuentes Gago
José Ángel Fuentes Gago (Santander, 1971) és un inspector en cap de la Policia Nacional d'Espanya conegut per la seva implicació en diverses operacions controvertides durant el govern del Partit Popular. Va ser estret col·laborador d'Eugenio Pino, director adjunt operatiu de la Policia entre 2012 i 2016, i se l'ha relacionat amb la denominada "brigada patriòtica" o "policia política".
Abans de la seva implicació en aquestes operacions, Fuentes Gago va treballar a la Brigada Provincial d'Informació a Biscaia durant els anys noranta, combatent l'activitat d'ETA. Posteriorment, va liderar el Sindicat Professional de Policia (SPP), representant els comandaments, i va col·laborar activament amb el Partit Popular en matèria de seguretat.
Durant la seva etapa a la Direcció Adjunta Operativa, Fuentes Gago va participar en operacions destinades a obtenir informació que pogués perjudicar partits polítics de l'oposició, com Podemos. El 2016, va viatjar a Nova York per intentar aconseguir testimonis que vinculessin aquest partit amb el govern veneçolà.
Després del canvi de govern el 2018, va ser cessat del seu càrrec com a agregat d'Interior a l'Haia i assignat a tasques burocràtiques a Madrid. El 2019, va intentar ascendir a comissari, però no va superar les proves de selecció.
El 2024, Fuentes Gago va declarar com a investigat a l'Audiència Nacional en relació amb presumptes investigacions irregulars a membres de Podemos. Durant la seva declaració, va negar haver investigat càrrecs d'aquest partit.